# Pseudopoda intermedia
Pseudopoda intermedia là một loài nhện trong họ Sparassidae.
Loài này thuộc chi Pseudopoda. Pseudopoda intermedia được Peter Jäger miêu tả năm 2001.